# Cameron Brink
Cameron Lee Brink (Princeton, 31 dicembre 2001) è una cestista statunitense, professionista nella WNBA con le Los Angeles Sparks.

## Carriera

### NCAA
Nel 2021 ha vinto il campionato NCAA.

### WNBA
Brink è stata selezionata con la seconda scelta al draft dalle Los Angeles Sparks.

### Nazionale
Brink ha partecipato ai Campionati mondiali Under-17 a Minsk, in Bielorussia, vincendo la medaglia d'oro. Nel 2019 ha partecipato ai Mondiali Under-19 a Bangkok, in Thailandia, vincendo la medaglia d'oro.

## Statistiche
| * | Prima nella lega |

## Palmarès

### Club
- Campionato NCAA: 1

Stanford University: 2021

### Individuale
- Pac-12 Conference Women's Basketball Player of the Year:

2022, 2024
- McDonald's All-American (2020)